# Netpyton
Netpytonen (latin: Python reticulatus) er en ugiftig pytonart som lever i Sydøstasien. Voksne individer kan blive op mod 7 m lange, og er  en af verdens længste slanger. På grund af dens størrelse kan netpytonen udgøre en alvorlig trussel mod mennesker, men dens sky natur gør, at den normalt foretrækker at flygte frem for at angribe mennesker. Arten er ikke tilladt at holde i fangenskab i Danmark udenfor zoologiske anlæg.
 Der er for få eller ingen kildehenvisninger i denne artikel, hvilket er et problem. Du kan hjælpe ved at angive troværdige kilder til de påstande, som fremføres i artiklen.